# Adrián Apellaniz
Adrián Apellaniz, vollständiger Name Adrián Apellaniz García, (* 10. März 1981 in Montevideo) ist ein uruguayischer Fußballspieler.

## Karriere
Der 1,80 Meter große Offensivakteur Apellaniz gehörte in den Spielzeiten 2004 und 2005 dem Kader des Club Atlético Peñarol in der Primera División an, kam für die "Aurinegros" in der Copa Libertadores 2004 und saisonübergreifend insgesamt 23-mal (drei Tore) in der höchsten uruguayischen Spielklasse zum Einsatz. Es folgte 2006 eine Karrierestation bei Central Español. Im selben Jahr kehrte er nach sieben Toren in zwölf Erstligaeinsätzen zu Peñarol zurück. In der Saison 2006/07 werden für ihn in Reihen der "Aurinegros" dann sieben Erstligaeinsätze und ein Treffer geführt. Nach der Apertura 2007 verließ er die Montevideaner wieder. Anschließend stand er von 2007 bis 2008 in Guatemala bei Deportivo Jalapa unter Vertrag. Von 2008 bis 2009 war er Spieler bei CSD Comunicaciones. Bei den Guatemalteken erzielte er in der Spielzeit 2008/09 zehn Treffer in der Liga Nacional. Im August 2012 wechselte er zu Deportivo Suchitepéquez. Dort war er bis Jahresmitte 2013 aktiv und traf bei 31 Ligaeinsätzen 15-mal ins gegnerische Tor. Es schloss sich ein Engagement bei Deportivo Malacateco an, bei dem seine Einsatzstatistik 21 Ligaspiele und neun Tore aufweist. Im Januar 2014 folgte ein erneuter Wechsel zu CSD Comunicaciones. Bis zum Ende der Spielzeit 2013/14 lief er in 23 Erstligapartien auf und erzielte fünf Treffer. Seit Anfang Juli 2014 steht er in Reihen von Deportivo Petapa. Dort absolvierte er in der Saison 2014/15 36 Erstligabegegnungen und schoss 16 Tore. In der Spielzeit 2015/16 wurde er 37-mal in der Liga Nacional eingesetzt und traf dabei 16-mal ins gegnerische Tor. In der Saison 2016/17 stehen bislang (Stand: 11. August 2017) zehn Ligaeinsätze und vier Tore für ihn zu Buche.